# ロータス・98T
ロータス98T (Lotus 98T) は、チーム・ロータスが1986年のF1世界選手権参戦用に開発したフォーミュラ1カー。設計はジェラール・ドゥカルージュ。

## 98T
前年の97Tの改良版。エンジンは新たにニューマチックバルブを備えたルノー・EF15Bを搭載する。主な変更点としては、1986年からのレギュレーションに合わせて燃料タンク容量が195リットルとされたこと、ボディーカウルがサイドポッド下端までの一体型とされたことなどである。サスペンションやタイヤなどは基本的に97Tから変更されていない。フロントホイール後方に小型サイドディフレクターを装着。後のバージボードの原型である。
この年でJPSとのスポンサー契約が終了したため、黒とゴールドのJPSカラーをまとった最後のロータスF1マシンとなった。
98Tはシャシーナンバー1から4までの4台が作成された。このうちシャシーナンバー1は年間を通じ、全てのレースでスペアカーとして登録された。このシャシーナンバー1はロータス内で「Qカー」と呼ばれ、セナのポールポジションはすべて予選用エンジンを搭載したこのシャシーで記録された。

## 1986年シーズン
前年のエースドライバー、エリオ・デ・アンジェリスはチームを去り、アイルトン・セナがエースに昇格する。チームメイトにはスポンサーのJPSの希望で英国人ドライバーを選ぶことになった。チームとしてはデレック・ワーウィックとの契約を予定していたが、セナが「トップドライバーが2人いることは、チーム力の分散になる」とワーウィックを拒否し、同郷かつ当時英国にて同居していたマウリシオ・グージェルミンを推した。結局、双方の妥協点としてジョニー・ダンフリーズがロータスのシートを得た。
98Tはセナのドライブにより16戦中8回のポールポジションを獲得した。ターボ勢同士による上位争いに加わり、第7戦アメリカGP終了時点でセナがポイントリーダーとなる。しかし、ルノーエンジンはマクラーレン・TAGやウィリアムズ・ホンダに比べて、決勝での信頼性が劣り、2回の優勝、ドライバーズランキング4位に留まった。
僚友のダンフリーズは、6速ギヤボックスの開発を担当したが信頼性が不足しており、完走6回入賞2回でシーズンを終えることとなった。また、最終戦のアデレードでは車載カメラを搭載して走行した。

## スペック

### シャーシ
- シャーシ名 98T
- シャーシ構造 カーボンファイバー製モノコック
- サスペンション プルロッド式ダブルウィッシュボーン
- ホイールベース 2,720mm
- 前トレッド 1,816mm
- 後トレッド 1,620mm
- 重量 540kg
- ホイール スピードライン（英語版）
- タイヤ グッドイヤー
- ダンパー コニ
- ギヤボックス ロータス・ヒューランド5/6速

### エンジン
- エンジン名 ルノーEF15,15B,15C
- 気筒数・角度 V型6気筒・90度
- 排気量 1,500cc
- スパークプラグ チャンピオン
- 燃料・潤滑油 エルフ

## 記録
- コンストラクターズランキング3位。
- ドライバーズランキング4位（アイルトン・セナ）2勝 8PP
- ドライバーズランキング13位（ジョニー・ダンフリーズ）予選最高位8位 決勝最高位5位

| 年   | No. | ドライバー             | 1   | 2   | 3   | 4   | 5   | 6   | 7   | 8   | 9   | 10  | 11  | 12  | 13  | 14  | 15  | 16  | ポイント | ランキング |
| ---- | --- | ---------------------- | --- | --- | --- | --- | --- | --- | --- | --- | --- | --- | --- | --- | --- | --- | --- | --- | -------- | ---------- |
| 1986 |     |                        | BRA | ESP | SMR | MON | BEL | CAN | DET | FRA | GBR | GER | HUN | AUT | ITA | POR | MEX | AUS | 58       | 3位        |
| 1986 | 11  | ジョニー・ダンフリーズ | 9   | Ret | Ret | DNQ | Ret | Ret | 7   | Ret | 7   | Ret | 5   | Ret | Ret | 9   | Ret | 6   | 58       | 3位        |
| 1986 | 12  | アイルトン・セナ       | 2   | 1   | Ret | 3   | 2   | 5   | 1   | Ret | Ret | 2   | 2   | Ret | Ret | 4   | 3   | Ret | 58       | 3位        |

- 太字はポールポジション、斜字はファステストラップ、DNQは予選不通過。